# Comté de Lunenburg (Virginie)
Le comté de Lunenburg est un comté de Virginie, aux États-Unis.